# Эстенфельд
Эстенфельд (нем. Estenfeld) — община в Германии, в земле Бавария.
Подчиняется административному округу Нижняя Франкония. Входит в состав района Вюрцбург. Подчиняется управлению Эстенфельд. Население составляет 4786 человек (на 31 декабря 2010 года). Занимает площадь 18,12 км².
Община подразделяется на 2 сельских округа.

## Население
По оценке на 31 декабря 2015 года население общины Эстенфельд составляет 5060 чел. 

| Дата      | 1840 | 1871 | 1900 | 1925 | 1939 | 1950 | 1961 | 1970 | 1987 | 2011 |
| --------- | ---- | ---- | ---- | ---- | ---- | ---- | ---- | ---- | ---- | ---- |
| Население | 1071 | 1337 | 1431 | 1694 | 1865 | 2454 | 2516 | 3186 | 4391 | 4804 |

| Год       | 1960 | 1970 | 1980 | 1990 | 2000 | 2009 | 2010 | 2011 | 2012 | 2013 | 2014 | 2015 |
| --------- | ---- | ---- | ---- | ---- | ---- | ---- | ---- | ---- | ---- | ---- | ---- | ---- |
| Население | 2510 | 3369 | 4268 | 4484 | 4718 | 4771 | 4786 | 4810 | 4830 | 4859 | 4915 | 5060 |